# Buchthalen
Buchthalen ist eine ehemalige politische Gemeinde und ein ehemaliges Bauern- und Winzerdorf im Kanton Schaffhausen in der Schweiz. Per 1. Januar 1947 wurde Buchthalen als Quartier in die Stadt Schaffhausen eingemeindet.

## Lage
Buchthalen liegt östlich der Altstadt von Schaffhausen auf einer Anhöhe rund 70 Meter über dem Rhein, umgeben von Feldern und Wäldern. Gegen Süden fallen Rebberge zum Rhein ab. Diese heute noch bestehenden Rebberge gehörten nie zum Gemeindegebiet von Buchthalen. Noch im 19. Jahrhundert war Buchthalen von zahlreichen Rebbergen umgeben. Diese wurden jedoch aufgehoben und meist überbaut. Seit 1949 ist Buchthalen mit der Linie 5  – seit 2022 Linie 6 – an das Netz der Verkehrsbetriebe Schaffhausen angeschlossen.
Die ehemalige Gemeinde setzte sich aus den drei ursprünglich eigenständigen Rechtsbereichen Buchthalen und Inner- und Ausserwidlen (Vorder- und Hinterwidlen) beim Nägelsee zusammen.

## Wappen
Blasonierung
In gelb auf grünem Boden eine grüne Buche mit braunem Stamm, umrankt von einem braunen Rebstock mit zwei hängenden, blauen Trauben und zwei grünen Rebblättern.
Bereits 1597 findet sich für Buchthalen ein Wappen in gelb mit grüner Buche auf gleichem Boden von einem Rebstock umrankt. Diese Figuren versinnbildlichen zum einen den Namen der Gemeinde, zum anderen den Rebbau als die Hauptbeschäftigung. Im Laufe der kommenden Jahrhunderte ging dieses Wappen jedoch verloren, sodass sich die Gemeinde Anfang des 19. Jahrhunderts ein neues Wappen zeichnete. Als Figur wurde das Rebmesser gebaut, um auf den Rebbau zu verweisen. Obschon Buchthalen bei der Bereinigung der Gemeindewappen bereits zu Schaffhausen gehörte, bereinigten die Einwohner auch das ihrige und wählten das alte Wappen, mit Buche und Reben.

## Geschichte

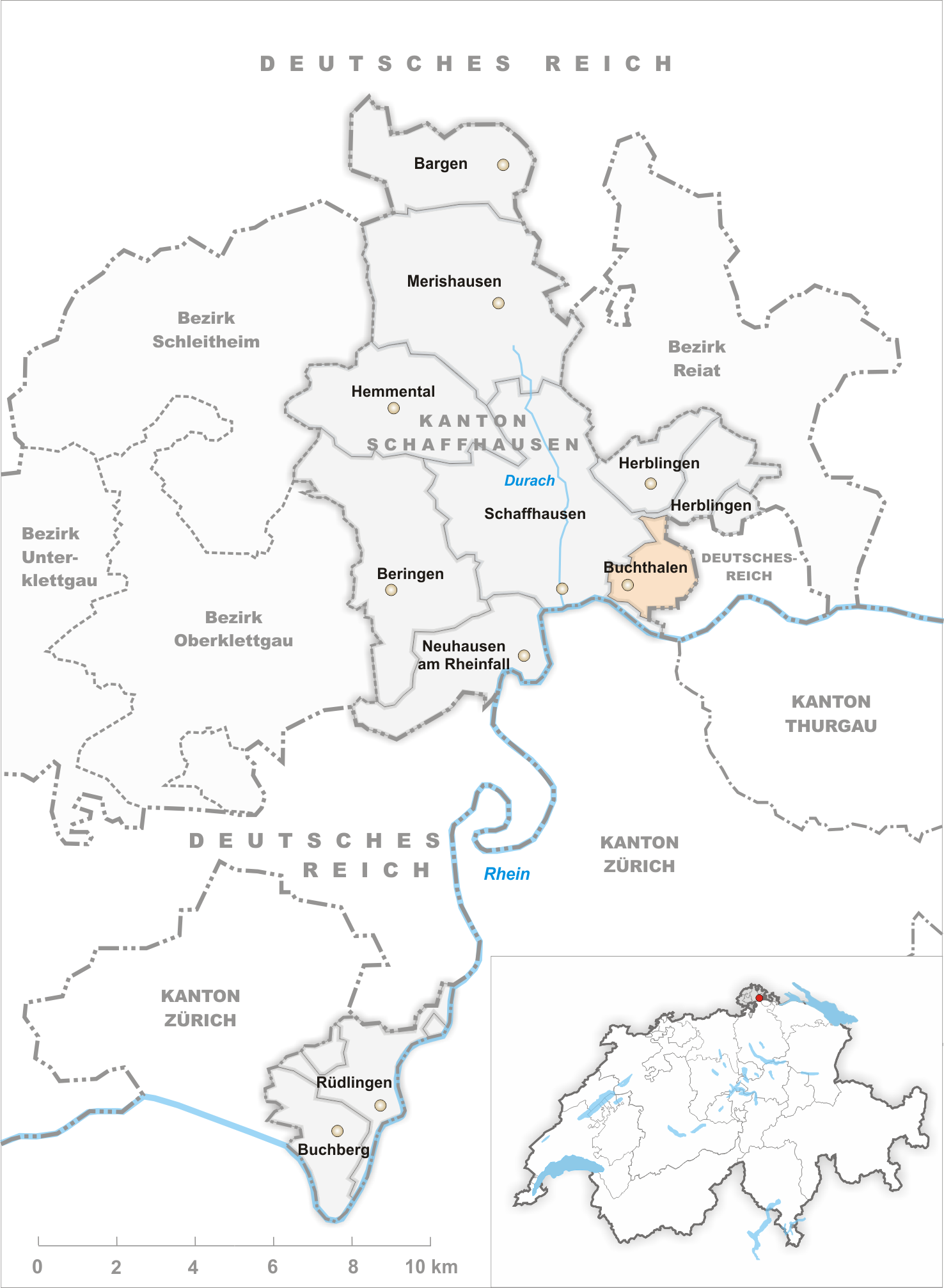
Gemeindestand vor der Fusion am 1. Januar 1947

Erstmals wird Buchthalen im Jahre 1122 als Buochtella in einer Urkunde erwähnt, die einen Streit zwischen dem Bischof von Trier und dem Kloster Allerheiligen schlichten sollte. Delle ist eine Mulde, daraus wurde das ähnlich tönende Wort Tal abgeleitet. Es kann jedoch mit Bestimmtheit angenommen werden, dass die geschützte Lage des Buchentals schon die Alemannen veranlasst hat, sich hier anzusiedeln.
Der Abt des 1049 gegründete Klosters Allerheiligen in Schaffhausen war Stadtherr von Schaffhausen und übte in einem Bannkreis von vier Meilen Hoheitsrechte, der sogenannten Mundat, aus. Durch Zukäufe und Schenkungen wurde das Kloster Grossgrundbesitzer im nahen Buchthalen und lehnte den Bauern Grund und Boden gegen jährliche Zinsen aus. Die Einwohnerschaft waren hörige und Leibeigene des Klosters. Im Hof Vorderwydlen, der klösterlicher Fron- oder Herrenhof war, gaben die Buchthaler Bauern den vorgeschriebenen Zins in Form von Korn, Obst, Gemüse, Wein etc. zuhanden des Klosters ab. Auf diese Weise bestanden schon Jahrhunderte vor der Eingemeindung enge Beziehungen zwischen Buchtahlen und der Stadt Schaffhausen. Die hohe Gerichtsbarkeit (Blutgericht) wurde zuerst vom Abt, hernach vom Kleinen Rat von Schaffhausen ausgeübt.
Die Vogtei über das Dorf gehörte zur Landgrafschaft der Nellenburger, den Stadtgründern von Schaffhausen. Sie gaben die praktische Ausübung der Niederen Gerichtsbarkeit als Lehen einem Adelsherrn aus. Im Jahre 1465 ging die Landgrafschaft Nellenburg an das Kaiserhaus Österreich-Habsburg über. Die Vogtei über Buchthalen befand sich als Lehe in den Händen einer Schaffhauser Adelsfamilie, der Cron auf Schloss Herblingen. Im Jahre 1498 verkaufte Adam Cron für 480 Gulden Buchthalen an die auf Erweiterung ihres Territoriums bedachte Stadt Schaffhausen. Um 1530 lebten 15 Familien (Herdstätten) im Dorf.
Mit dem Umsturz des politischen Systems mit der Revolution von 1798 erlangte Buchthalen die Gemeindeautonomie und damit die Gleichberechtigung mit der Stadt. Die Einwohnerzahl hat sich bis 1850 auf 364 erhöht. 1941 leben bereits 1‘470 Personen in Buchthalen.

### Eingemeindung
Von der in der Stadt Schaffhausen einsetzenden Industrialisierung konnte Buchthalen nicht profitieren. Die städtischen Quartiere wuchsen immer näher an Buchthalen heran. Ausserdem liessen sich immer mehr Industriearbeiter in Buchthalen nieder. Die Wohnungen waren billiger und die Zuwanderer konnten noch einen eigenen Garten bewirtschaften. Infolge der Zuwanderung musste die Gemeinde viel Geld in die Schule, Strassen und Kanalisation investieren. Diesem enormen Bevölkerungszuwachs war die Gemeinde finanziell nicht gewachsen. Erste Verhandlungen über eine allfällige Eingemeindung wurden bereits 1910 aufgenommen. Diese führten vorerst zu zahlreichen Zusammenarbeitsverträgen. Der Erste und Zweite Weltkrieg verzögerten die unausweichliche Eingemeindung. Am Sonntag, den 4. November 1945, folgten grosse Teile der Stimmberechtigten der Stimme der Vernunft. Die Buchthaler Einwohnergemeinde sprach sich mit 304 Ja gegen 65 Nein, die Versammlung der Bürger mit 44 Ja gegen 22 Nein für die Eingemeindung aus. In der Stadt Schaffhausen lauteten die entsprechenden Zahlen 4717 Ja, 591 Nein und 1130 Ja gegen 174 Nein. Am 7. Juli 1946 bewilligten die Stimmberechtigten des Kantons Schaffhausen schliesslich die Eingemeindung mit 10‘519 Ja gegen 1‘158 Nein, welche auf den 1. Januar 1947 umgesetzt wurde.
Zur Zeit der Eingemeindung bestand Buchthalen aus drei Teilen: dem alten Dorfkern, der noch einen deutlich landwirtschaftlichen Charakter aufwies, den neuen Wohnquartieren städtischen Zuschnitts und aus den Bauernhöfen Widlen und Ausserwidlen. Die Gemarkung Buchthalen umfasste 1946 eine Bodenfläche von 323,68 Hektar, von der 232,95 ha landwirtschaftlich genutzt wurden, 78,53 ha Wald, 12,2 ha unproduktives Land. Die Gemeinde zählte 1‘470 Personen und 442 Haushaltungen, 268 bewohnte und 95 unbewohnte Gebäude. Von den 656 Erwerbstätigen waren 83 selbständig. Es gab noch 32 Bauern. Die Bevölkerung gliederte sich in 1‘394 Schweizer und 76 Ausländer, in 1‘100 Protestanten und 194 Katholiken. Seit 1908 wurde Buchthalen vom städtischen Gaswerk mit Gas versorgt. Den Strom bezog es jedoch vom Elektrizitätswerk des Kantons Schaffhausen EKS und nicht vom städtischen Elektrizitätswerk. Dies hat sich bis heute nicht geändert.

## Kirche Buchthalen

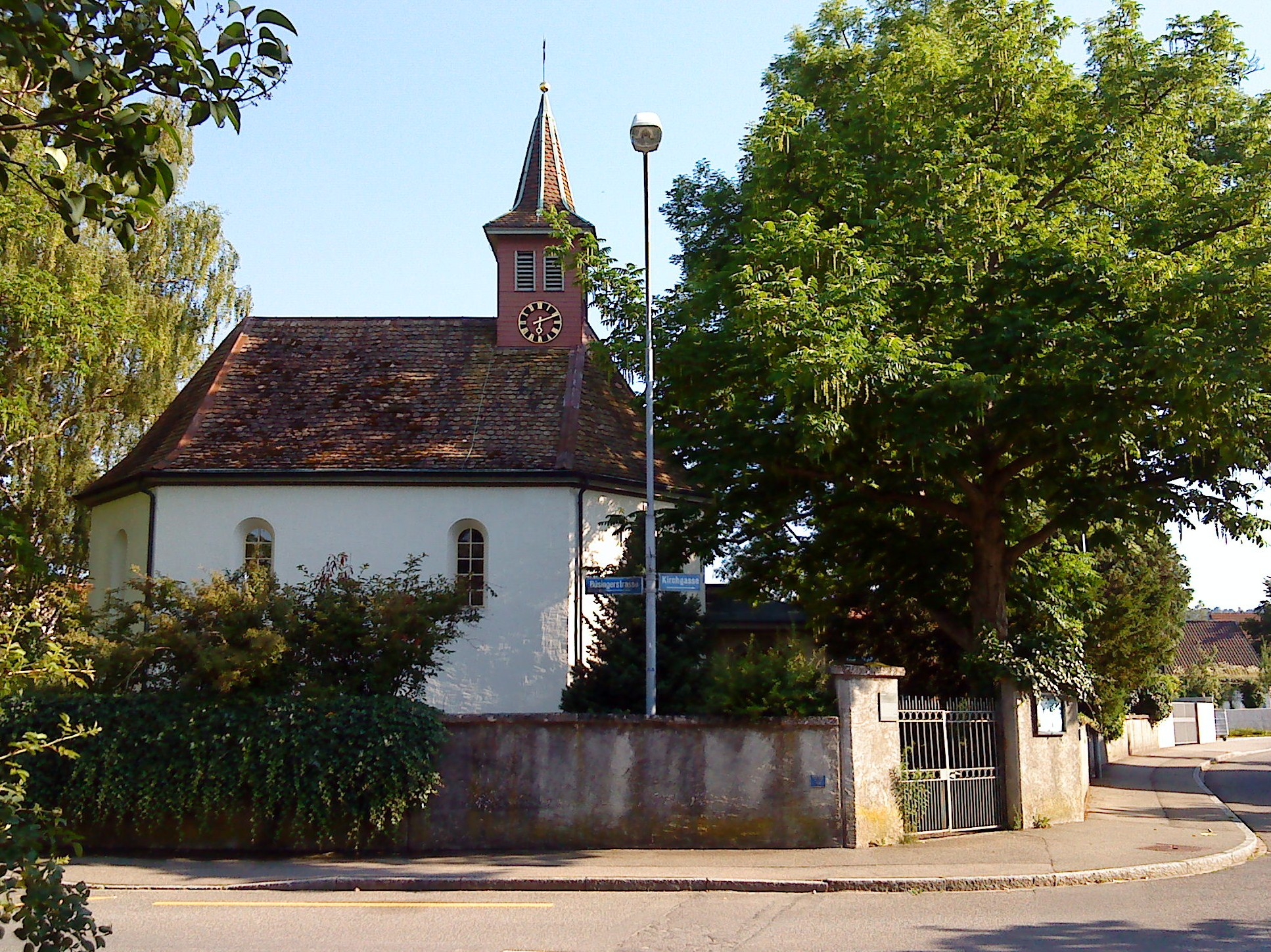
Ref. Kirche in Buchthalen

Kirchenmässig gehörte Buchthalen zur Bergkirche St. Michael in Büsingen. Seit dem Mittelalter stand im Dorf beim ehemaligen Restaurant Linde die St. Luciakapelle. Buchthalen trat 1529 zusammen mit Schaffhausen zur Reformation über. Im Zuge der Reformation wurde die Kapelle säkularisiert und 1703 abgebrochen. Am 13. März 1705 erfolgte die Grundsteinlegung der jetzigen Kirche (1934 und 1954 renoviert) auf dem klösterlichen Lehenfeld oberhalb des Dorfes. Die Einwohner von Buchthalen erstellten die schlichte barocke Kirche in Fronarbeit. Für den Dachstuhl wurden mächtige Eichenstämme verbaut. 1751 ergänzte man die Kirche mit einem Taufstein. Die drei Glocken stammen aus den Jahren 1506, 1706 und 1842. Im Jahre 1796 wurde der heute noch bestehende und nach 2000 vergrösserte Friedhof angelegt. Erst 1866 wurde Buchthalen jedoch eine eigene reformierte Kirchgemeinde. Auch nach der Eingemeindung blieb die Kirchgemeinde Buchthalen selbständig. Heute ist sie ein Teil des Verbands der reformierten Kirchgemeinden Schaffhausen.

## Buchthalen heute
Nach der Eingemeindung setzte ab den 1960er-Jahren eine rege Bautätigkeit ein. Auf dem ehemaligen Gemeindegebiet lebten im Jahre 2000 4‘941 Personen. Im Jahre 2009 sind die früheren Gemeindegrenzen kaum mehr auszumachen. Trotzdem ist das Dorf Buchthalen nicht untergegangen. Vor allem die selbständig gebliebene Kirchgemeinde und die zahlreichen Vereine tragen dazu bei, dass Buchthalen, nunmehr als Quartier, weiterlebt. Buchthalen gilt heute als bevorzugtes Wohnquartier.

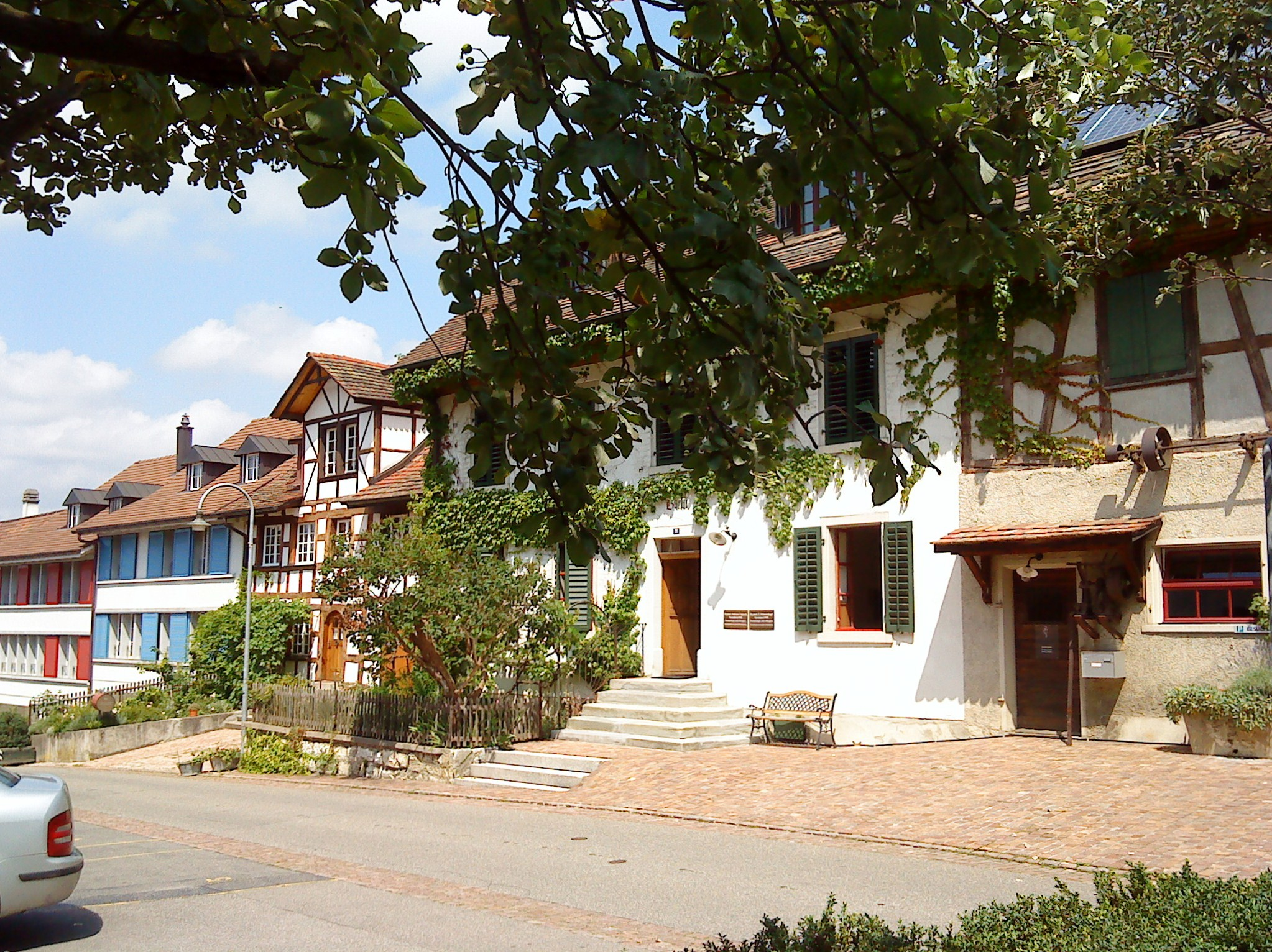
Kirchgasse

### Vereine
Zum regen Dorfleben tragen die folgenden Vereine bei:
- Quartierverein Buchthalen
- Schiessverein Buchthalen
- Blauring, Jungwacht und Pfadiabteilung Seewadel
- Damenriege Buchthalen
- Frauenturnverein Buchthalen
- Männerriege Buchthalen
- Turnverein Buchthalen
- Frauenchor Buchthalen (Auflösung 2022)
- Männerchor Buchthalen

### Dorfkern

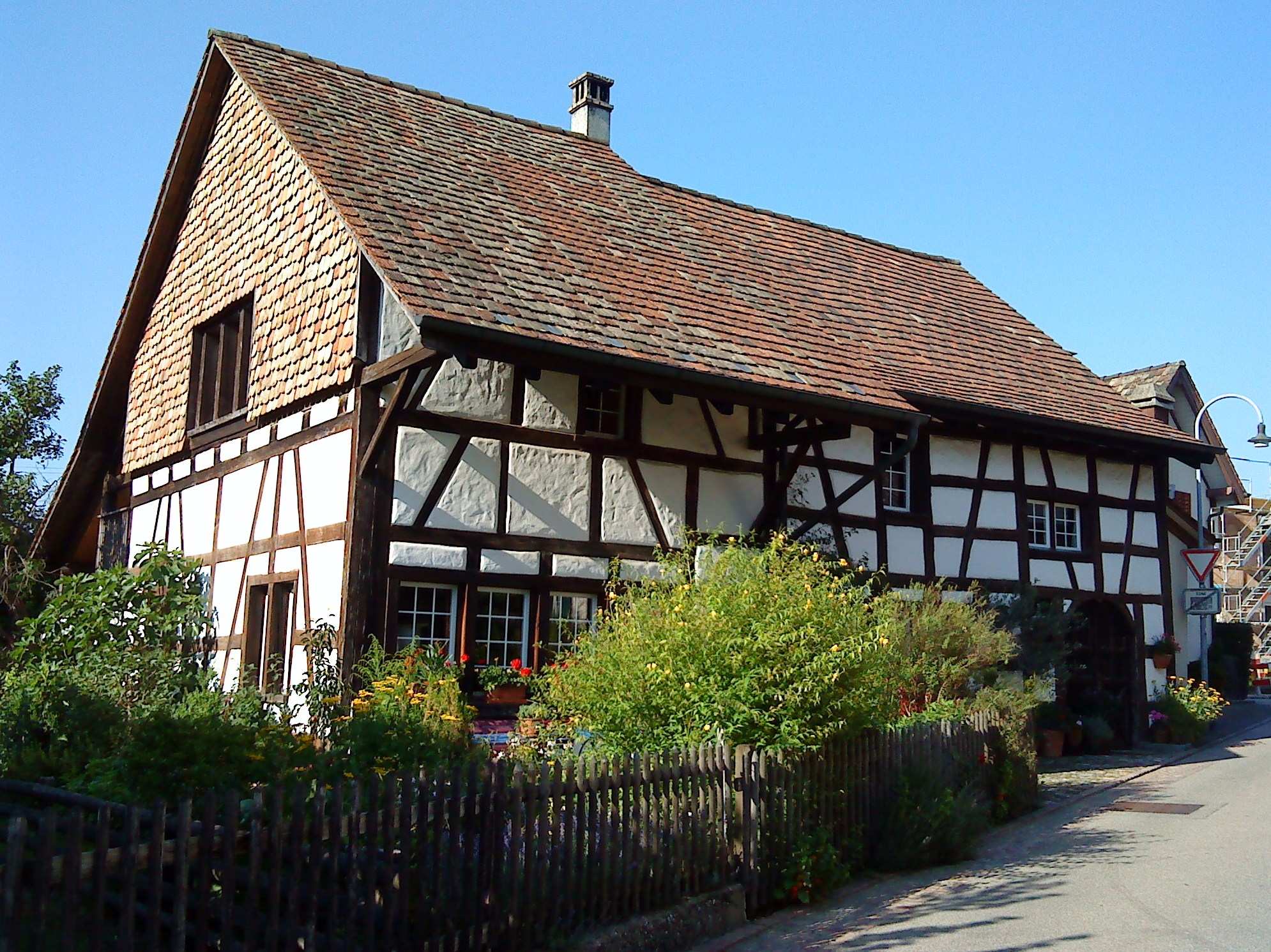
Ehemaliges Bauernhaus an der Hintergasse

Pläne aus den 1960er-Jahren sahen vor, den Dorfkern zu schleifen und mit Wohnblöcken zu überbauen. Engagierte Leute verhinderten den Abbruch und restaurierten die ehemaligen Bauernhäuser fachgerecht. Der seit 1979 als schützenswert eingestufte Dorfkern von Buchthalen ist deshalb gut erhalten geblieben. Der alte Dorfkern ist strukturell und baulich bis heute nahezu intakt und zeigt in seiner Art ein mittelalterliches Bauerndorf. Schon im 15. Jahrhundert wies Buchthalen eine geschlossene Siedlungsform auf. Bautenarchäologische Untersuchungen und Befunde in den letzten Jahren untermauern dies. Das älteste vollständig erhalten gebliebene Bauernhaus stammt aus dem Jahr 1444. Nach heutigem Wissensstand (2010) ist es das älteste Bauernhaus des Kantons Schaffhausen. Auf der Siegfriedkarte von 1885 ist Buchthalen als kompaktes, y-förmiges Bauerndorf, umgeben von zahlreichen Rebbergen, dargestellt. Die y-förmige Strassenanlage bestimmt denn auch die Struktur des alten Dorfkerns. Die beiden Gassenarme, Kirchgasse und Hintergasse, sind beidseits dicht bebaut mit Bauernhäusern. Die Häuser, teils freistehend, teils zu Zeilen zusammengebaut, bilden geschlossene und ausgeprägt ländliche Gassenräume. Der ländliche Charakter wird durch die weitgehend intakten Zwischenbereiche (bekieste Vorplätze, umzäunte Gärten und Wiesen) noch zusätzlich betont. Aus Inventarlisten von Erbteilungen weiss man, dass die Häuser einfach, aber nicht ärmlich eingerichtet waren.